# 奥斯曼·米尔扎耶夫

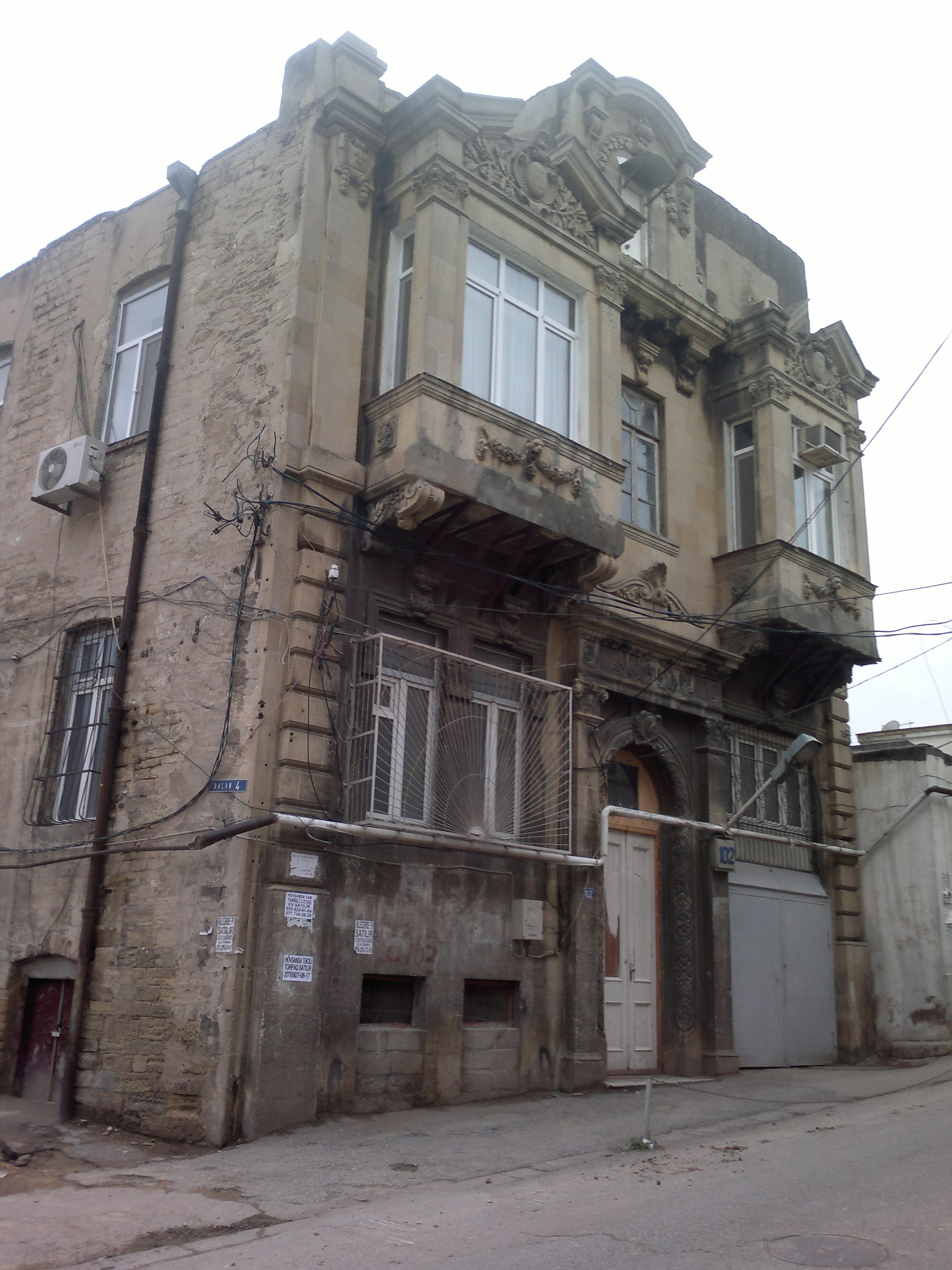
奥斯曼·米尔扎耶在巴库的旧居

奥斯曼·米尔扎耶夫（英語：Osman Mirzayev，1937年4月13日—1991年11月20日），是一名苏联阿塞拜疆时期的记者、作家和宣传员。他是记者赛文吉·奥斯曼奇的父亲。
奥斯曼·米尔扎耶夫被阿塞拜疆视为该国独立新闻业的伟大先驱之一。他因担任阿塞拜疆首个政治电视节目《达尔加》的主持人而崭露头角；他还就苏联对阿塞拜疆的政治迫害进行的一系列调查性文章而备受关注。他著有《飞翔的雄鹰》、《水滴与湖泊》、《我们只活一次》等书籍。米尔扎耶夫的《我们的名字》（Adlarimiz）一书整理了阿塞拜疆最流行的姓名起源及含义。

## 生平
1937年4月13日，奥斯曼·米尔扎耶夫出生在阿塞拜疆的巴库，之后考入阿塞拜疆国立大学语言学系新闻专业。毕业后他供职于《阿塞拜疆青年报》。1968年，他供职于《维什卡》周刊，并在1978年担任副主编。1991年，阿塞拜疆独立后，他升任总统发言人和阿塞拜疆共和国总统府新闻处处长。
1991年11月20日14时42分，一架米-8直升机在阿塞拜疆纳戈尔诺-卡拉巴赫霍贾文德区的卡拉肯德村附近被亚美尼亚军队击落，米尔扎耶夫与其他22名乘客和机组人员一同遇难。该坠机事件无一幸存。

## 家庭与荣誉
他的妻子和三儿女儿均从事新闻工作。米尔扎耶夫死后葬于巴库烈士长廊。在阿塞拜疆有以奥斯曼·米尔扎耶夫命名的街道和学校。

## 著作
- 《飞翔的雄鹰》（1978年）
- 《水滴与湖泊》（1979年）
- 《我们的名字》（1986年）
- 《我们只活一次》（1991年）

## 相关
- 第一次纳戈尔诺-卡拉巴赫战争
- 1991年阿塞拜疆军队米-8直升机击落事件（英语：1991 Azerbaijani Mil Mi-8 shootdown）
- 阿里·穆斯塔法耶夫
- 钦吉斯·穆斯塔法耶夫（英语：Chingiz Mustafayev）